# Hans von Liebig
Hans Wilhelm Hermann Freiherr von Liebig (* 11. Oktober 1874 in Dinkelsbühl; † 13. Februar 1931) war ein deutscher Chemiker und alldeutsch-völkischer Publizist. Er schrieb auch unter dem Pseudonym Dr. Walter Liek.

## Leben

Das Wappen der Freiherren von Liebig

Ein Großvater war der Chemiker Justus von Liebig, sein Vater der Agrarwissenschaftler Hermann von Liebig und ein Halbbruder der Regierungsrat Eugen von Liebig. Er entsprang damit dem freiherrlichen Haus des alten Geschlechts Liebig.
Hans von Liebig promovierte zum Dr. phil. und lehrte als Privatdozent der Chemie an der Universität Gießen, wo er sich ca. 1908 für Chemie habilitierte.
Liebig war Mitglied im Alldeutschen Verband und redigierte bis Juli 1919 die im Verlag von J. F. Lehmann erscheinende Münchener Monatsschrift Deutschlands Erneuerung, worin er zu dieser Zeit auch unter seinem Pseudonym Dr. Walter Liek monatliche „Politische Betrachtungen“ veröffentlichte.
Im Alldeutschen Verband wurde Liebig im Herbst 1918 von Konstantin von Gebsattel wegen einer Notiz im Semi-Gotha von der Nominierung zum Ausschuss für „Judenfragen“ ausgeschlossen. Im antisemitisch-denunziatorischen Nachschlagewerk Semi-Gotha war Hans von Liebig 1914 als Urenkel einer im 18. Jahrhundert konvertierten Jüdin ausgewiesen worden. 1919 wurde er deswegen auch aus dem Alldeutschen Verband ausgeschlossen.
Der nichtbeamtete Liebig schied 1921 aus dem Hochschuldienst.
Nach Kuno von Westarp gehörte Liebig „zu den Politikern, die geneigt waren, alles, was sie zu tadeln hatten, allein auf die Abhängigkeit von Juden zurückzuführen“. Liebig warnte vor einer „Verschweizerung“ des deutschen Volkes.
Liebig gehört zu den seltenen Kommentatoren des völkischen Lagers, die bereits früh (1922) eine Ähnlichkeit zwischen dem italienischen Faschismus und dem deutschen Nationalsozialismus bemerkten:
„Man blickt mit Neid nach Italien, bei dessen Kommunalwahlen im Mai die Klerikalen und Sozialisten nebst Kommunisten, die vorher über die Hälfte der Stimmen verfügten, auf ein Drittel zusammengeschmolzen sind, und eine neue, sich durch die ganze Bevölkerung vom Arbeiter bis zum Hochadel durchziehende Partei, die Fascisten, sich auf Anhieb eine ausschlaggebende Rolle erringen konnten. Das Neue an der Partei, die in vielem unserm Nationalsozialismus Münchener Schule entspricht, besteht lediglich darin, Vaterland und Volkstum bei allen Fragen in den Vordergrund zu stellen.“
Die meisten Schriften von Liebig wurden nach Ende des Zweiten Weltkrieges in der Sowjetischen Besatzungszone bzw. der DDR auf die Liste der auszusondernden Literatur gesetzt.

## Schriften
- Die Politik von Bethmann-Hollweg : Eine Studie.
  - Teil 1, Das B-System vor dem Kriege. 1915 als Handschrift gedruckt.
  - Teil 2, Das B-System im Kriege. 1915 als Handschrift gedruckt.
- als Walter Liek: Politische Erneuerungstechnik. J. F. Lehmann, München 1918. Aus: Deutschlands Erneuerung. Jg. 2, 1918. H. 9/10.
- Die Politik von Bethmann-Hollweg : Eine Studie.
  - Teile 1 und 2, Das B-System vor dem Kriege und im Kriege. 3. unveränderte Auflage. Lehmann, München 1919.[18]
  - Teil 3, Das B-System als Sieger. Lehmann, München 1919.
- Anklage! Verlag der Deutschen Zeitung, Berlin [um 1919]. Aus: Deutsche Zeitung. Nr. 513/14.
- Der Betrug am deutschen Volke. Grosse Ausgabe. Lehmann, München 1919.
- Der Betrug am deutschen Volk: Gekürzte Ausgabe. J. F. Lehmann, München 1919. Aus: Deutschlands Erneuerung.
- Erzberger als Staatsmann und Werkzeug in seiner Rede vom 25. Juli 1919. J. F. Lehmann, München 1919. Aus: Liebig, Der Betrug am deutschen Volke.
- Grundbedingungen des Wiederaufstieges : Flugblatt. J. F. Lehmanns Verlag, München 1919. Aus: Deutschlands Erneuerung.
- Der U-Bootkrieg. J. F. Lehmann, München 1919. Aus: Deutschlands Erneuerung.
- als Walter Liek: Der Anteil des Judentums am Zusammenbruche Deutschlands. J. F. Lehmann, München 1919. Aus: Deutschlands Erneuerung.
- als Walter Liek: Der deutsche Arbeiter und das Judentum. J. F. Lehmann, München 1920. Aus: Deutschlands Erneuerung. Jg. 4. 1920
- Wege zur politischen Macht. J. F. Lehmanns Verlag, München 1921.
- Reichsverderber
  - als Herausgeber: Teil 1, Hollweg - Erzberger - Scheidemann. G. Bath, Berlin [1922].
  - August Keim: Teil 2, Prinz Max von Baden. G. Bath, Berlin 1922.
- Das Versagen der Nationalen. Hammer-Verlag, Leipzig 1928.
- Die Verschweizerung des deutschen Volkes. Hammer-Verlag, Leipzig 1928.